# Морфология иврита
Морфология языка иврит схожа по своей структуре с морфологией других семитских языков, особенно ханаанейских (например, арамейского). В истории её развития можно выделить три ступени: библейская, мишнаитская, современная. Если иврит времён Мишны подвергся влиянию арамейского языка, то современный иврит подвергается влиянию европейских языков, особенно идиша.
Транскрипция в этой статье приведена в соответствии с реконструированным древним (латиницей) и современным (кириллицей) произношением. В современном иврите многие особенности произношения изменились, как то:
- исчезла долгота гласных;
- исчезло удвоение согласных (буквы ב, כ, פ‬ без дагеша произносятся как «в, х, ф», а с дагешем независимо от его разновидности как «б, к, п»);
- исчезло различие смычного и спирантного произношения в ג, ד, ת‬ (произносятся как «г, д, т», соответственно);
- изменились правила произношения шва;
- исчезло различие в произношении согласных в следующих парах: ב/ו, ח/כ, ט/ת, כּ/ק, ס/שׂ‬ («в, х, т, к, с»), стали немыми бывшие гортанные א/ע‬.

## История
С VII до XI века почву для структурного описания ивритской грамматики закладывали масореты. Уже в IX веке Йехуда бен Курайш поднял вопрос о связи арабского языка и иврита. В X веке Аарон бен Моше бен Ашер закончил формирование тивериадской огласовки, отражающей произношение Танаха.
Первые грамматические трактаты иврита появились в Средневековье в контексте мидрашей (комментариев к Танаху). Караимская грамматическая традиция возникла в Багдаде эпохи Аббасидов в VII веке. Одним из самых ранних грамматических комментариев к Танаху является Дикдук («грамматика», X век).
Шломо ибн Гвироль в X веке написал стихотворное изложение ивритской грамматики, состоящее из 400 стихов, разделённых на 10 частей. В XII веке ибн Барун сделал сравнение арабского языка и иврита. В Золотой век ивритской грамматики (XI—XII века) прославились Йехуда Хайюдж, Иона бин Джанах, Абрахам бин Эзра, Йосеф Кимхи, Давид Кимхи, Моше Кимхи.
Под влиянием Йоханнеса Буксторфа была сделана попытка структурировать грамматику пост-танахической литературы.

## Корень слова
Почти из всех имён и глаголов в иврите можно выделить корень, состоящий из одних согласных (двух, трёх или четырёх). Для составления слова перед, между или после его букв прибавляются гласные и служебные согласные, комбинации которых называются «словообразовательными моделями».
В корень могут входить любые буквы алфавита, при этом только 11 могут входить в состав словообразовательной модели. Для них существует мнемоническое словосочетание ани шломо котев (אני שלמה כותב‬ — «я, Шломо, пишу»), которое было составлено испано-еврейским философом Шломо ибн Гвиролем.
В состав корня могут входить не любые сочетания согласных: одни из них совместимы, другие нет (это, в основном, звуки, произносимые при схожих положениях речевых органов). Невозможны или редки, в частности, следующие сочетания:
1. гортанные: א, ע, ה, ח‬.
2. заднеязычные: ג, כ, ק‬.
3. сонорные: ל, נ, ר‬.
4. губные: ב, מ, פ‬.
5. переднеязычные: ת, צ, ס, ש, ט, ז, ד‬.

## Имя

### Род
В иврите есть два рода имён (в том числе причастий): мужской и женский.
Мужской род, как правило, не имеет особых показателей (סוּס sús-∅ ‘конь’ или יְרַקְרַק yerakrák-∅ ‘зеленоватый’), однако нередко маркируется окончанием -é (מוֹרֶה mor-é ‘учитель’ или יָפֶה yaf-é ‘красивый’).
Женский род в именах обычно маркируется:
1. ударным -á: סוּסָה sus-á ‘лошадь’, יְרַקְרַקָּה yerakrak-á ‘зеленоватая’, מוֹרָה mor-á ‘учительница’ и т. п.);
2. окончаниями, содержащими -t, а именно -ét, -ít, -út и, в сопряжённом состоянии, -àt: נִרְאֵית nir’-ét ‘выглядящая’, אַחְרָאִית ’axra’-ít ‘ответственная’, חֲנוּת xan-út ‘магазин’, סוּסַת הַמּוֹרָה sus-àt hamor-á ‘лошадь учительницы’ и т. п.

Из приведённых правил выражения рода имеется заметное число исключений: прежде всего, когда женский род имеет нулевое окончание (עִיר ír’-∅ ‘город’, דֶּרֶךְ dérex-∅ ‘дорога’ и т. п.).

### Число
Обычными окончаниями множественного числа в иврите являются -ִים‬ -īm/-им и -וֹת‬ -ōθ/-от, которые выражают мужской и женский род, соответственно, в прилагательных, причастиях и большинстве одушевлённых существительных. В неодушевлённых и некоторых одушевлённых существительных они указывают лишь на число, а связь между родом и окончанием отсутствует. Согласование с определяемым происходит по грамматическому роду, а не по окончанию.
Сравните:
1. мужской род, стандартное окончание мн. ч.: גַּן גָּדוֹל gán-∅ gadól-∅ ‘большой дом’ ~ גַּנִּים גְּדוֹלִים gan-ím gdol-ím ‘большие сады’;
2. мужской род, нестандартное окончание мн. ч.: חַלּוֹן גָּדוֹל xalón-∅ gadól-∅ ‘большое окно’ ~ חַלּוֹנוֹת גְּדוֹלִים xalon-ót gdol-ím ‘большие окна’;
3. женский род, стандартное окончание мн. ч.: בחינה קשה bxin-á kaš-á ‘трудный экзамен’ ~ בְּחִינוֹת קָשׁוֹת bxin-ót kaš-ót ‘трудные экзамены’;
4. женский род, нестандартное окончание мн. ч.: שָׁנָה טוֹבָה šan-á tov-á ‘хороший год’ ~ שָׁנִים טוֹבוֹת šan-ím tov-ót ‘хорошие годы’.

Иногда встречается арамейское окончание мн. ч. -ִין‬ -īn/-ин, например: נישואין nisu’-ín ‘брак’.
При присоединении окончаний меняется строение слова, в частности, ударение переходит на окончание, поэтому могут происходить некоторые фонетические явления, описанные выше.

#### Двойственное число
Часть слов, преимущественно обозначающих парные объекты, имеет двойственное число. Показатель двойственного числа — окончание -ַיִם‬ -áyim/-á(й)им, общее для мужского и женского рода.
В ряде случаев у существительного имеется полный набор форм всех трёх чисел, например: yóm ‘день’ ~ yomáyim ‘два дня’ ~ yamím ‘дни’ или šana ‘год’ ~ šnatáyim ‘два года’ ~ šaním ‘годы’ (в этом случае необходимость в числительном «два» при формах на -áyim отсутствует), но чаще формы двойственного и множественного числа совпадают, например: yád ‘рука’ ~ yadáyim ‘ру́ки’ (в таком случае указание на числительное «два» обязательно, чтобы указать на два объекта).
Согласование форм двойственного числа происходит по множественному числу: ha-yomáyim ha-axroním ‘последние два дня’, где -áyim — окончание двойственного числа, а -ím — окончание множественного числа мужского рода.
Особенно много среди существительных с формами двойственного числа частей тела, как женского рода (enáyim ‘глаза́’, lexayáyim ‘щёки’, ragláyim ‘но́ги’, knafáyim ‘крылья’ и др.), так и мужского (nexiráyim ‘но́здри’, šadáyim ‘гру́ди’, meáyim ‘кишки’, tlafáyim ‘копыта’ и др.).
Окончание -áyim встречается и у числительных, указывая в таком случае на кратность, например: arbaá ‘четыре (м. р.)’ ~ arbatáyim ‘в четыре раза’ или šiv’á ‘семь (м. р.)’ ~ šiv’atáyim ‘в семь раз; стократ’.

### Определённость
Определённость существительных может:
- выражаться слитно пишущимся препозитивным артиклем ה ha- (огласовка может меняться);
- выражаться слитным местоимением («местоименным суффиксом»);
- являться неотъемлемым свойством слова (в случае имён собственных).

Определённость прилагательных и других имён выражается артиклем ה.
Два показателя определённости не могут сочетаться в одном слове. Определение согласуется с определяемым по определённости, например:
1. определённость существительного выражается артиклем: הגן הגדול ~ ha-gán ha-gadól [the-сад the-большой] ‘большой сад’
2. определённость существительного выражена слитным местоимением: גנו הגדול ~ gan-ó ha-gadól [сад-его the-большой] ‘его большой сад’
3. существительное — имя собственное: קוראה הדרומית koréa ha-dromít [Корея the-южная] ‘Южная Корея’.

### Смихут
Смихут (сопряжённая конструкция) представляет собой сочетание слов, первое из которых называет «обладателя», а второе — «обладаемое», либо в более общем случае второе служит несогласованным определением к первому. Первое слово не может быть определённым, второе может быть как определённым, так и нет. Второй компонент смихута перетягивает на себя ударение, поэтому в первом могут происходить изменения, связанные с фонетическими закономерностями (редукция и т. п.). Кроме того, в первом слове смихута окончание женского рода ה‬ -ā/-а превращается в ת‬ -at/-ат, а окончание множественного числа ים‬ -īm/-им — в י‬ -ēy/-эй.

### Степени сравнения
Положительная степень сравнения не маркируется, например: זנב ארוך zanáv aróx ‘длинный хвост’.
Сравнительная и превосходная степени сравнения выражаются аналитически:
- сравнительная степень предполагает использование показателей יותר yotér ‘более’ и פחות paxót ‘менее’, употребляющихся постпозитивно (в литературном иврите) либо препозитивно (преимущественно в разговорном языке), например: זנב ארוך יותר zanáv aróx yotér ‘более длинный хвост’;
- превосходная степень сравнения:
  - в литературном языке требуется маркирование артиклем ה определяемого с определением и использование показателя ביותר beyotér ‘наиболее’, употребляющегося постпозитивно, например: הזנב הארוך ביותר ha-zanáv ha-aróx beyotér ‘наиболее длинный хвост’;
  - в разговорном языке типично использование показателя הכי haxí ‘наиболее’, употребляющегося препозитивно; артиклем при этом маркируется только определяемое: הזנב הכי ארוך ha-zanáv haxí aróx ‘самый длинный хвост’.

### Местоимение

#### Личные

##### Раздельные
Раздельные личные местоимения употребляются самостоятельно, не в качестве прямого дополнения, не в смихуте и не с предлогами (в ТаНаХе изредка употребляются). В таблице ниже формы, помеченные как танахические, употребляются там наряду с основными. Формы женского рода множественного числа в современном иврите используются реже.
| Лицо | Лицо | Ед.ч.                         | Мн.ч.                      |
| ---- | ---- | ----------------------------- | -------------------------- |
| 1-е  | 1-е  | אֲנִי‬ ănī/ани́, тан. אֲנֹוכִי‬ anōḵī | אֲנַחְנוּ‬ ănaħnū/ана́хну        |
| 2-е  | муж. | אַתָּה‬ attā/ата́                  | אַתֶּם‬ attem/атэ́м             |
| 2-е  | жен. | אַתְּ‬ att/ат                     | אַתֶּן‬ atten/атэ́н             |
| 3-е  | муж. | הוּא‬ hū/hу                     | הֵם‬ hēm/hэм, тан. הֵמָּה‬ hemmā |
| 3-е  | жен. | הִיא‬ hī/hи                     | הֵן‬ hēn/hэн, тан. הֵנָּה‬ hennā |

##### Слитные
Слитные местоимения могут присоединяться к предлогам, а также служить как притяжательные при именах.
В таблице на месте последней буквы слова дан алеф.
| Лицо | Лицо | Ед.ч.           | Мн.ч.                          |
| ---- | ---- | --------------- | ------------------------------ |
| 1-е  | 1-е  | אִי‬ -ī/-и        | אֵנוּ‬ -ḗnū/-эну                  |
| 2-е  | муж. | אְךָ‬ -(ə)ḵā/(э)ха | אְכֶם‬ -(ə)ḵem/(э)хэм             |
| 2-е  | жен. | אֵךְ‬ -ēḵ/эх       | אְכֶן‬ -(ə)ḵen/(э)хэн             |
| 3-е  | муж. | אוֹ‬ -ō/-о        | אְהֶם‬ -(ə)hem/(э)hэм тан. אָם‬ -ām |
| 3-е  | жен. | אָהּ‬ -āh/аh       | אְהֶן‬ -(ə)hen/(э)hэн тан. אָן‬ -ān |

#### Указательные
В современном иврите есть три основных указательных местоимения ближнего дейксиса: זֶה zé ‘этот’, זֹאת zót ‘эта’ и אֵלֶּה éle ‘эти (м./ж.)’ (не различается по роду). В литературном языке они согласуются с называемым объектом по роду, числу и определённости, например: הַכֶּלֶב הַזֶּה a-kélev a-zé ‘этот пёс’, הַיַּלְדָּה הַזֹּאת a-yaldá a-zót ‘эта девочка’, הָאֲנָשִׁים הָאֵלֶּה a-anaším a-éle ‘эти люди’.
Указательные местоимения дальнего дейксиса образованы присоединением артикля к личным местоимениям третьего лица: הַהוּא a-(h)ú ‘тот’ (букв. def-он), הַהִיא a-(h)í ‘та’, הָהֵם a-(h)ém ‘те (м.)’ и הָהֵן a-(h)én ‘те (ж.)’.

### Словообразование
Имена в иврите могут образовываться несколькими путями: сочетание корня с словообразующим шаблоном (мишкалем), суффиксация, префиксация, словослияние, аббревиатура и заимствование.

#### Мишкали
Мишкали представляют собой шаблоны, которые состоят из огласовок между согласными корня, иногда сочетая звуки и даже согласные до или после корня: 
- קשׁ"ר + קֶטֶל => קֶשֶׁר kéšer (связь),
- קשׁ"ר + קִטּוּל => קִשּׁוּר kišúr (ссылка),
- קשׁ"ר + קַטָּל => קַשָּׁר kašár (связист),
- קשׁ"ר + תִּקְטֹלֶת => תִּקְשֹּׁרֶת tikšóret (коммуникация) и прочее.

К некоторым мишкалям может быть привязан особый смысл, или же их может быть несколько на один мишкаль. Например:
| Мишкаль | Значение                                      | Примеры |
| ------- | --------------------------------------------- | --- |
| קַטָּל‬     | Имеющий профессию, инструмент                 | נַגָּר nagár (плотник), בַּלָּשׁ baláš (детектив), טַיָּס tayás (пилот), בַּנַּאי banáy (строитель), שַׁנַּאי šanáy (трансформатор)                                                           |
| קָטִיל‬    | Имя прилагательное                            | עָשִׁיר ašír (богатый), מָהִיר mahír (быстрый, скоростной), תָּדִיר tadír (частый), דָּלִיק dalík (воспламеняемый)                                                                    |
| קַטֶּלֶת‬    | Болезни, а также наборы предметов             | כַּלֶּבֶת kalévet (бешенство), שַׁפַּעַת šapá'at (грипп), דַּלֶּקֶת daléket (воспаление), אַדֶּמֶת adémet (краснуха), טַיֶּסֶת tayéset (эскадрилья), רַכֶּבֶת rakévet (поезд)                         |
| קְטִילָה‬   | Отглагольное существительное                  | כְּתִיבָה ktivá (процесс письма), הֲלִיכָה halichá (ходьба), עֲשִׂיָּה asiyá (делание), גְּלִישָׁה glišá (сёрфинг)                                                                          |
| מִקְטָל‬    | Отглагольное существительное, также место     | מִכְתָּב michtáv (письмо), מִקְרֶה mikré (случай), מִקְלָט miklát (убежище), מִסְחָר mischár (торговля), מָקוֹם makóm (место), מוֹשָׁב mosáv (мошав, вид израильской деревни; также сидение) |
| קַטָּלָה‬    | Отглагольное существительное                  | כַּפָּרָה kapará (искупление), יַבָּשָׁה yabašá (суша), כַּלְכָּלָה kalkalá (экономика), תַּקָּנָה takaná (постановление)                                                                       |
| קְטַלטַל‬   | Уменьшительное имя, чаще всего прилагательное | אֲדַמְדַּם adamdám (красненький), כְּחַלְחַל kchalchál (синенький), קְטַנְטַן ktantán (манюсенький), כְּלַבְלַב klavláv (собачка)                                                             |
| מַקְטֵל‬    | Инструмент                                    | מַחְשֵׁב machšév (компьютер), מַתְמֵר matmér (измерительный преобразователь), מַפְתֵּחַ maftéach (ключ)                                                                                |
| תַּקְטוּלָה‬  | Абстрактное собирательное существительное     | תַּבְרוּאָה tavru'á (санитария), תַּחְבּוּרָה tachburá (транспорт), תַּעֲמוּלָה ta'amulá (пропаганда)                                                                                      |

##### Сеголаты и квазисеголаты
Сеголаты — двусложные имена, которые имеют ударение на предпоследнем (первом) слоге. Чаще всего один из их слогов имеет гласный e (сеголь).

#### Суффиксация
Вторым немаловажным способом является суффиксация, то есть присоединение у уже существующему слову словообразовательного суффикса: 
- דֶּגֶל + ־וֹן => דִּגְלוֹן dégel -> digl-ón (флаг -> флажок),
- נַגָּר + ־וּת => נַגָּרוּת nagár -> nagar-út (плотник -> плотничество),
- מַאֲפֶה + ־ִיָּה => מַאֲפִיָּה maafé -> maaf-iyá (мучное изделие -> пекарня),
- יִשְׂרָאֵל + ־ִי => יִשְׂרָאֵלִי yisra'elí (Израиль -> израильтянин),
- שָׁנָה + ־ָתִי => שְׁנָתִי šaná -> šn-atí (год -> годовой) и другое.

Слово может также состоять из более чем одного суффикса:
- תּוֹר + ־ָן => תּוֹרָן + ־וּת => תּוֹרָנוּת tor > torán > toranút (очередь -> дежурный -> дежурство),
- מִלָּה + ־וֹן => מִלּוֹן + ־ִי => מִלּוֹנִי milá -> milón -> miloní (слово -> словарь -> словарный, относящийся к словарю)

Есть слова, как יַלְדּוּתִיּוּת yaldutiyút (инфантильность), состоящее из 1 основы (יֶלֶד yéled - ребенок, мальчик) и 3 суффиксов: абстрактного ־וּת, суффикса прилагательного ־ִי и абстрактного ־וּת.
Значения некоторых суффиксов:
| Суффиксы | Значение                                 | Примеры |
| -------- | ---------------------------------------- | --- |
| ־ָן‬       | Имеющий профессию, инструмент            | תַּבְרוּאָן tavru'án (санитар), יַהֲלוֹמָן yahalomán (мастер по алмазам, торговщик алмазами), מִשְׁפְּטָן mišpetán (юрист), יוֹמָן yomán (дневник)                      |
| ־ַאי‬      | Имеющий профессию                        | יַמַּאי yamáy (моряк), חַשְׁמַלַּאי chašmaláy (электрик), טֶכְנַאי technáy (техник)                                                                                |
| ־וֹן‬      | Уменьшительное имя                       | מַחְשְׁבוֹן machševón (калькулятор), טְרַקְטוֹרוֹן traktorón (мотовездеход), סִרְטוֹן sirtón (видеоклип)                                                            |
| ־וֹן‬      | Набор или перечень предметов или понятий | שְׁאֵלוֹן še'elón (вопросник), מְחִירוֹן mechirón (ценник) |
| ־וֹן‬      | Периодическое издание                    | עִתּוֹן itón (газета), יוֹמוֹן yomón (ежедневная газета), יַרְחוֹן yarchón (ежемесячное издание)                                                               |
| ־וֹן‬      | Объемные геометрические фигуры           | |
| ־ִית‬      | Уменьшительное имя                       | |
| ־ִית‬      | Предмет одежды                           | |
| ־ִית‬      | Средство передвижения                    | מַשָּׂאִית masa'ít (грузовик), חֲלָלִית chalalít (космический корабль), כַּבָּאִית kaba'ít (пожарный автомобиль), מְכוֹנִית mechonít (автомобиль), מוֹנִית monít (такси) |
| ־ִית‬      | Наименование языка                       | עִבְרִית ivrít (иврит), עֲרָבִית/עַרְבִית aravít/arvít (арабский), אַנְגְּלִית anglít (английский), רוּסִית rusít (русский)                                            |
| ־ִית‬      | Дроби                                    | חֲמִישִׁית chamišít (одна пятая), עֲשִׂירִית asirít (одна десятая),                                                                                            |
| ־ִיָּה‬      | Место                                    | |
| ־וּת‬      | Абстрактное существительное              | |
| ־וּת‬      | Имя профессии                            | נַגָּרוּת nagarút (плотничество), חַשְׁמַלָּאוּת chašmala'út (профессия электрика),                                                                               |

###### Суффикс ־ִי
Этот суффикс используется для образования имён существительных и прилагательных, подобных нисбе в арабском языке.
- Имя представителя вероисповедания, нации или взглядов: נוֹצְרִי notzrí (христианин) רוּסִי rusí (русский), שׂמֹאלָנִי smolaní (левацкий) и другое.

## Глагол
Основа ивритской глагольной системы — формы перфекта (прошедшего времени) и имперфекта (будущего времени). В неё входят также причастия (заменяют формы настоящего времени) и имена действия. В иврите есть 7 биньянов (глагольных пород): 3 активные, 3 пассивные и 1 рефлексивный.

### Породы
В иврите выделяют семь основных пород глагола:
1. Па’аль
2. Ниф’аль
3. Пи’эль
4. Пу’аль
5. Хиф’иль
6. Хуф’аль
7. Хитпа’эль

### Личные формы

#### Перфект
Перфект глагола в современном иврите почти всегда обозначает прошлое действие или состояние. Форма третьего лица единственного числа мужского рода в ранней грамматической традиции, как и в арабском языке, считалась начальной. В некоторых современных словарях она также приведена как словарная.
Перфект образуется присоединением личных окончаний. В некоторых случаях под их влиянием меняется структура слова: окончания, начинающиеся на гласную (ו, ה‬ -ū, -ā), перетягивают последнюю букву глагола для образования слога, начинающегося на согласный; окончания 3-го лица мн. ч. перетягивают ударение, что вызывает редукцию; остальные окончания безударны и начинаются на согласный, при их присоединении ударный гласный обычно переходит в патах (a) по закону Филиппи.
| Порода   | Корень | Единственное число   | Единственное число   | Единственное число      | Единственное число     | Единственное число       | Множественное число  | Множественное число        | Множественное число        | Множественное число      |
| Порода   | Корень | Он                   | Она                  | Ты                      | Ты                     | Я                        | Они                  | Вы                         | Вы                         | Мы                       |
| Порода   | Корень | Он                   | Она                  | М                       | Ж                      | Я                        | Они                  | M                          | Ж                          | Мы                       |
| -------- | ------ | -------------------- | -------------------- | ----------------------- | ---------------------- | ------------------------ | -------------------- | -------------------------- | -------------------------- | ------------------------ |
| pa’al    | שׁמר‬    | שָׁמַר‬                  | שָֽמְרָה‬                 | שָׁמַרְתָּ‬                    | שָׁמַרְתְּ‬                   | שָׁמַרְתִּי‬                    | שָֽמְרוּ‬                 | שְׁמַרְתֶּם‬                      | שְׁמַרְתֶּן‬                      | שָׁמַרְנוּ‬                    |
| pa’al    | š-m-r  | šāmar шамар          | šāmərā шамра         | šāmartā шамарта         | šāmart шамарт          | šāmartī шамарти          | šāmərū шамру         | šəmartem шмартэм           | šəmarten шмартэн           | šāmarnū шамарну          |
| pi’el    | גדל‬    | גִּדֵּל‬                  | גִּדְּלָה‬                 | גִּדַּלְתָּ‬                    | גִּדַּלְתְּ‬                   | גִּדַּלְתִּי‬                    | גִּדְּלוּ‬                 | גִּדַּלְתֶּם‬                      | גִּדַּלְתֶּן‬                      | גִּדַּלְנוּ‬                    |
| pi’el    | g-d-l  | giddēl гидэль        | giddəlā гидла        | giddaltā гидальта       | giddalt гидальт        | giddaltī гидальти        | giddəlū гидлу        | giddaltem гидальтэм        | giddalten гидальтэн        | giddalnū гидальну        |
| hif’il   | קטנ‬    | הִקְטִין‬                | הִקְטִינָה‬               | הִקְטַנְתָּ‬                   | הִקְטַנְתְּ‬                  | הִקְטַנְתִּי‬                   | הִקְטִינוּ‬               | הִקְטַנְתֶּם‬                     | הִקְטַנְתֶּן‬                     | הִקְטַנּוּ‬                    |
| hif’il   | q-t-n  | hiqtˤīn hиктин       | hiqtˤīnā hиктина     | hiqtˤantā hиктанта      | hiqtˤant hиктант       | hiqtˤantī hиктанти       | hiqtˤīnū hиктину     | hiqtˤantem hиктантэм       | hiqtˤanten hиктантэн       | hiqtˤannū hиктанну       |
| hitpa’el | בטל‬    | הִתְבַּטֵּל‬                | הִתְבַּטְּלָה‬               | הִתְבַּטַּלְתָּ‬                  | הִתְבַּטַּלְתְּ‬                 | הִתְבַּטַּלְתִּי‬                  | הִתְבַּטְּלוּ‬               | הִתְבַּטַּלְתֶּם‬                    | הִתְבַּטַּלְתֶּן‬                    | הִתְבַּטַּלְנוּ‬                  |
| hitpa’el | b-t-l  | hiθbattˤēl hитбатэль | hiθbattˤəlā hитбатла | hiθbattˤaltā hитбаталта | hiθbattˤalt hитбатальт | hiθbattˤaltī hитбатальти | hiθbattˤəlū hитбатлу | hiθbattˤaltem hитбатальтэм | hiθbattˤalten hитбатальтэн | hiθbattˤalnū hитбатальну |
| huf’al   | קטנ‬    | הֻקְטַן‬                 | הֻקְטְנָה‬                | הֻקְטַנְתָּ‬                   | הֻקְטַנְתְּ‬                  | הֻקְטַנְתִּי‬                   | הֻקְטְנוּ‬                | הֻקְטַנְתֶּם‬                     | הֻקְטַנְתֶּן‬                     | הֻקְטַנּוּ‬                    |
| huf’al   | q-t-n  | huqtˤan hуктан       | huqtˤənā hуктэна     | huqtˤantā hуктанта      | huqtˤant hуктант       | huqtˤantī hуктанти       | huqtˤənū hуктэну     | huqtˤantem hуктантэм       | huqtˤanten hуктантэн       | huqtˤannū hуктанну       |
| pu’al    | גדל‬    | גֻּדַּל‬                  | גֻּדְּלָה‬                 | גֻּדַּלְתָּ‬                    | גֻּדַּלְתְּ‬                   | גֻּדַּלְתִּי‬                    | גֻּדְּלוּ‬                 | גֻּדַּלְתֶּם‬                      | גֻּדַּלְתֶּן‬                      | גֻּדַּלְנוּ‬                    |
| pu’al    | g-d-l  | guddal гудаль        | guddəlā гудла        | guddaltā гудальта       | guddalt гудальт        | guddaltī гудальти        | guddəlū гудлу        | guddaltem гудальтэм        | guddalten гудальтэн        | guddalnū гудальну        |
| nif’al   | שׁמר‬    | נִשְׁמַר‬                 | נִשְׁמְרָה‬                | נִשְׁמַרְתָּ‬                   | נִשְׁמַרְתְּ‬                  | נִשְׁמַרְתִּי‬                   | נִשְׁמְרוּ‬                | נִשְׁמַרְתֶּם‬                     | נִשְׁמַרְתֶּן‬                     | נִשְׁמַרְנוּ‬                   |
| nif’al   | š-m-r  | nišmar нишмар        | nišmərā нишмэра      | nišmartā нишмарта       | nišmart нишмарт        | nišmartī нишмарти        | nišmərū нишмэру      | nišmartem нишмартэм        | nišmarten нишмартэн        | nišmarnū нишмарну        |

#### Имперфект
Имперфект в современном иврите обозначает будущее время. Он образуется путём прибавления приставок и, в некоторых случаях, окончаний.
Приставки огласуются следующими гласными (огласовка без влияния гортанных букв):
- нифъаль, паъаль и hитпаъэль — i;
- hифъиль — a;
- hуфъаль — u;
- все остальные (пиъэль и пуъаль) — подвижное шва.

Следует иметь в виду, что гортанные буквы, когда они находятся перед слогом с подвижным шва и должны быть огласованы i, меняют этот i на e или а. В имперфекте глаголов приставка алеф огласуется всегда как e. В породах пиъэль и пуъаль алеф, по общему правилу, меняет шва на хатаф-патах (сверхкраткое а).
В имперфекте к глаголу присоединяются два вида окончаний: окончания-гласные (ו, י‬ -ū, -ī) перетягивают последнюю букву последнего слога, аналогично таким же окончаниям в перфекте, в результате гласная из «обкраденного» слога превращается в подвижное шва; другое окончание — נָה‬ -nā женского рода во 2-м и 3-м лице, в мн. ч., которое является безударным и меняет структуру основы только в породах нифъаль (ē переходит в а) и hифъиль (ī в ē). В современном иврите формы с נָה‬ -nā употребляются всё реже.
| Порода   | Корень | Единственное число   | Единственное число   | Единственное число   | Единственное число   | Единственное число | Множественное число  | Множественное число      | Множественное число  | Множественное число      | Множественное число  |
| Порода   | Корень | Он                   | Она                  | Ты                   | Ты                   | Я                  | Они                  | Они                      | Вы                   | Вы                       | Мы                   |
| Порода   | Корень | Он                   | Она                  | M                    | Ж                    | Я                  | M                    | Ж                        | M                    | Ж                        | Мы                   |
| -------- | ------ | -------------------- | -------------------- | -------------------- | -------------------- | ------------------ | -------------------- | ------------------------ | -------------------- | ------------------------ | -------------------- |
| pa’al    | שׁמר‬    | יִשְׁמוֹר‬                | תִּשְׁמוֹר‬                | תִּשְׁמוֹר‬                | תִּשְׁמְרִי‬                | אֶשְׁמוֹר‬              | יִשְׁמְרוּ‬                | תִּשְׁמוֹרנָה‬                  | תִּשְׁמְרוּ‬                | תִּשְׁמוֹרנָה‬                  | נִשְׁמוֹר‬                |
| pa’al    | š-m-r  | yišmōr йишмор        | tišmōr тишмор        | tišmōr тишмор        | tišmərī тишмэри      | ešmōr эшмор        | yišmərū йишмэру      | tišmōrnā тишморна        | tišmərū тишмэру      | tišmōrnā тишморна        | nišmōr нишмор        |
| pi’el    | גדל‬    | יְגַדֵּל‬                 | תְּגַדֵּל‬                 | תְּגַדֵּל‬                 | תְּגַדְּלִי‬                | אֲגַדֵּל‬               | יְגַדְּלוּ‬                | תְּגַדֵּלְנָה‬                   | תְּגַדְּלוּ‬                | תְּגַדֵּלְנָה‬                   | נְגַדֵּל‬                 |
| pi’el    | g-d-l  | yəɣaddel йэгадэль    | təɣaddel тэгадель    | təɣaddel т(э)гадэль  | təɣaddəlī т(э)гадели | aɣaddel агадэль    | yəɣaddəlū йэгадлу    | təɣaddelnā т(э)гадэльна  | təɣaddəlū т(э)гадлу  | təɣaddelnā т(э)гадэльна  | nəɣaddel нэгадэль    |
| hif’il   | קטנ‬    | יַקְטִין‬                | תַּקְטִין‬                | תַּקְטִין‬                | תַּקְטִ֫ינִי‬               | אַקְטִין‬              | יַקְטִינּוּ‬               | תַּקְטֵנָּה‬                    | תַּקְטִינּוּ‬               | תַּקְטֵנָּה‬                    | נַקְטִין‬                |
| hif’il   | q-t-n  | yaqtˤīn йактин       | taqtˤīn тактин       | taqtˤīn тиктин       | taqtˤīnī тактини     | aqtˤīn актин       | yaqtˤīnū йактину     | taqtˤēnnā тактэна        | taqtˤīnū тактину     | taqtˤēnna тактэна        | naqtˤīn нактин       |
| hitpa’el | בטל‬    | יִתְבַּטֵּל‬                | תִּתְבַּטֵּל‬                | תִּתְבַּטֵּל‬                | תִּתְבַּטְּלִי‬               | אֶתְבַּטֵּל‬              | יִתְבַּטְּלוּ‬               | תִּתְבַּטֵּלְנָה‬                  | תִּתְבַּטְּלוּ‬               | תִּתְבַּטֵּלְנָה‬                  | נִתְבַּטֵּל‬                |
| hitpa’el | b-t-l  | yiθbattˤēl йитбатэль | tiθbattˤēl титбатэль | tiθbattˤēl титбатэль | tiθbattˤəlī титбатли | eθbattˤēl этбатэль | yiθbattˤəlū йитбатлу | tiθbattˤēlnā титбатэльна | tiθbattˤəlū титбатлу | tiθbattˤēlnā титбатэльна | niθbattˤēl нитбатэль |
| huf’al   | קטנ‬    | יֻקְטַן‬                 | תֻּקְטַן‬                 | תֻּקְטַן‬                 | תֻּקְטְנִי‬                | אֻקְטַן‬               | יֻקְטְנּוּ‬                | תֻּקְטַנָּה‬                    | תֻּקְטְנּוּ‬                | תֻּקְטַנָּה‬                    | נֻקְטַן‬                 |
| huf’al   | q-t-n  | yuqtˤan йуктан       | tuqtˤan туктан       | tuqtˤan туктан       | tuqtˤənī туктэни     | uqtˤan уктан       | yuqtˤənū йуктэну     | tuqtˤannā туктана        | tuqtˤənū туктэну     | tuqtˤannā туктана        | nuqtˤan туктан       |
| pu’al    | גדל‬    | יְגֻדַּל‬                 | תְּגֻדַּל‬                 | תְּגֻדַּל‬                 | תְּגֻדְּלִי‬                | אֲגֻדַּל‬               | יְגֻדְּלוּ‬                | תְּגֻדַּלְנָה‬                   | תְּגֻדְּלוּ‬                | תְּגֻדַּלְנָה‬                   | נְגֻדַּל‬                 |
| pu’al    | g-d-l  | yəɣuddal йэгудаль    | təɣuddal т(э)гудаль  | təɣuddal т(э)гудаль  | təɣuddəlī т(э)гудли  | aɣuddal агудаль    | yəɣuddəlū йэгудлу    | təɣuddalnā т(э)гудальна  | təɣuddəlū т(э)гудлу  | təɣuddalnā т(э)гудальна  | nəɣuddal н(э)гудаль  |
| nif’al   | שׁמר‬    | יִשָּׁמֵר‬                 | תִּשָּׁמֵר‬                 | תִּשָּׁמֵר‬                 | תִּשָּׁמְרִי‬                | אֶשָּׁמֵר‬               | יִשָּׁמְרוּ‬                | תִּשַּׁמַרְנָה‬                   | תִּשָּׁמְרוּ‬                | תִּשַּׁמַרְנָה‬                   | נִשָּׁמֵר‬                 |
| nif’al   | š-m-r  | yiššāmēr йишамэр     | tiššāmēr ишамэр      | tiššāmēr тишамэр     | tiššāmərī тишамри    | eššāmēr эшамэр     | yiššāmərū йишамру    | tiššāmarnā тишамарна     | tiššāmərū тишамру    | tiššāmarnā тишамарна     | niššāmēr нишамэр     |

##### Императив
Форма императива (повелительного наклонения) образуется от форм имперфекта 2-го лица удалением приставки. Для отрицания используется частица אל‬ al/аль и форма имперфекта (с приставкой). В разговорном современном иврите (возможно, под влиянием отрицательной формы) может употребляться имперфект в качестве повелительного наклонения.
| Порода   | Корень | Единственное число   | Единственное число   | Множественное число  | Множественное число      | Перевод                   |
| Порода   | Корень | M                    | Ж                    | M                    | Ж                        | Перевод                   |
| -------- | ------ | -------------------- | -------------------- | -------------------- | ------------------------ | ------------------------- |
| pa’al    | שׁמר‬    | שְׁמוֹר‬                 | שִׁמְרִי‬                 | שִׁמְרוּ‬                 | שְׁמוֹרְנָה‬                   | Охраняй                   |
| pa’al    | š-m-r  | šəmōr шмор           | šimrī шимри          | šimrū шимру          | šəmōrnā шморна           | Охраняй                   |
| pi’el    | גדל‬    | גַּדֵּל‬                  | גַּדְּלִי‬                 | גַּדְּלוּ‬                 | גַּדֵּלְנָה‬                    | Увеличь                   |
| pi’el    | g-d-l  | gaddēl гадэль        | gaddəlī гадли        | gaddəlū гадлу        | gaddēlnā гадэльна        | Увеличь                   |
| hif’il   | קטנ‬    | הַקְטֵן‬                 | הַקְטִינִי‬               | הַקְטִינוּ‬               | הַקְטֵנָּה‬                    | Уменьши, сожми            |
| hif’il   | q-tˤ-n | haqtˤēn hактэн       | haqtˤīnī hактини     | haqtˤīnū hактину     | haqtˤēnnā hиктэна        | Уменьши, сожми            |
| hitpa’el | בטל‬    | הִתְבַּטֵּל‬                | הִתְבַּטְּלִי‬               | הִתְבַּטְּלוּ‬               | הִתְבַּטֵּלְנָה‬                  | Аннулируйся; бездельничай |
| hitpa’el | b-tˤ-l | hiθbattˤēl hитбатэль | hiθbattˤəlī hитбатли | hiθbattˤəlū hитбатлу | hiθbattˤēlnā hитбатэльна | Аннулируйся; бездельничай |
| huf’al   | —      | —                    | —                    | —                    | —                        | —                         |
| pu’al    | —      | —                    | —                    | —                    | —                        | —                         |
| nif’al   | שׁמר‬    | הִשָּׁמֵר‬                 | הִשָּׁמְרִי‬                | הִשָּׁמְרוּ‬                | הִשָּׁמֵרנָה‬                   | Будь защищённым           |
| nif’al   | š-m-r  | hiššāmēr hишамэр     | hiššāmrī hишамри     | hiššāmrū hишамру     | hiššāmērnā hишамэрна     | Будь защищённым           |

##### Когортатив
Форма когортатива (побудительного наклонения) характерна для древнего иврита и образуется от форм имперфекта 1-го лица путём прибавления окончания ה‬ -ā (может присоединяться для усиления и к императиву): אֶשְמְרָה‬ ešmərā/эшмэра «да сохраню я, сохраню-ка я». Для усиления значения когортатива к нему могут присоединяться слова הָבָה‬ hāvā/hава (перед формой) или נָא‬ nā/на (после формы).

##### Юссив
Формы юссива (пожелательного наклонения) в большинстве случаев совпадают с формами 3-го лица имперфекта. Он используется для повеления или пожелания в третьем лице («да сделает; пусть сделает»). Для запрещения используется частица אל‬ al/аль.

### Именные формы

#### Причастия
В современном иврите причастия используются в качестве настоящего времени.
| Порода   | Корень | Единственное число   | Единственное число      | Множественное число    | Множественное число    | Перевод                         |
| Порода   | Корень | M                    | Ж                       | M                      | Ж                      | Перевод                         |
| -------- | ------ | -------------------- | ----------------------- | ---------------------- | ---------------------- | ------------------------------- |
| pa’al    | שׁמר‬    | שׁוֹמֵר‬                 | שׁוֹמֶ֫רֶת‬                   | שׁוֹמְרִים‬                 | שׁוֹמְרוֹת‬                 | Хранящий, сторож                |
| pa’al    | š-m-r  | šōmēr шомэр          | šomereθ шомэрэт         | šomərīm шомрим         | šomərōθ шомрот         | Хранящий, сторож                |
| pi’el    | גדל‬    | מְגַדֵּל‬                 | מְגַדֶּלֶת‬                   | מְגַדְּלִים‬                 | מְגַדְּלוֹת‬                 | Увеличивающий (что-то)          |
| pi’el    | g-d-l  | məɣaddēl мэгадель    | məɣaddeleθ мэгадэлет    | məɣaddəlīm мэгадлим    | məɣaddəlōθ мэгадлот    | Увеличивающий (что-то)          |
| hif’il   | קטנ‬    | מַקְטִין‬                | מַקְטִינָה‬                  | מַקְטִינִים‬                | מַקְטִינוֹת‬                | Уменьшающий, сжимающий (что-то) |
| hif’il   | q-t-n  | maqtˤīn мактин       | maqtˤīnā мактина        | maqtˤīnīm мактиним     | maqtˤīnōθ мактинот     | Уменьшающий, сжимающий (что-то) |
| hitpa’el | בטל‬    | מִתְבַּטֵּל‬                | מִתְבַּטֶּלֶת‬                  | מִתְבַּטְּלִים‬                | מִתְבַּטְּלוֹת‬                | Отменяемый; бездельничающий     |
| hitpa’el | b-t-l  | miθbattˤēl митбатэль | miθbattˤeleθ митбатэлет | miθbattˤəlīm митбатлим | miθbattˤəlōθ митбатлот | Отменяемый; бездельничающий     |
| huf’al   | קטנ‬    | מֻקְטָן‬                 | מֻקְטֶנֶת‬                   | מֻקְטָנִים‬                 | מֻקְטָנוֹת‬                 | Уменьшаемый, сжимаемый (кем-то) |
| huf’al   | q-t-n  | muqtˤān муктан       | muqtˤeneθ муктэнэт      | muqtˤānīm муктаним     | muqtˤānōθ муктанот     | Уменьшаемый, сжимаемый (кем-то) |
| pu’al    | גדל‬    | מְגֻדָּל‬                 | מְגֻדֶּלֶת‬                   | מְגֻדָּלִים‬                 | מְגֻדָּלוֹת‬                 | Увеличиваемый                   |
| pu’al    | g-d-l  | məɣuddāl мэгудаль    | məɣuddeleθ мэгудэлет    | məɣuddālīm мэгудалим   | məɣuddālōθ мэгудалот   | Увеличиваемый                   |
| nif’al   | שׁמר‬    | נִשְׁמָר‬                 | נִשְׁמֶרֶת‬                   | נִשְׁמָרִים‬                 | נִשְמָרוֹת‬                 | Защищаемый, хранимый            |
| nif’al   | š-m-r  | nišmār нишмар        | nišmereθ нишмэрэт       | nišmārīm нишмарим      | nišmārōθ нишмарот      | Защищаемый, хранимый            |

Кроме того, от глаголов основной породы образуются пассивные причастия по модели קָטוּל‬ qātˤūl/катуль, соответствующие русским страдательным причастиям совершенного вида («сделанный»).

#### Инфинитивы
В иврите два инфинитива: абсолютный и склоняемый.
Абсолютный инфинитив используется в нескольких функциях. Он может употребляться для усиления вместе с однокоренным глаголом (שמור תשמרו את-מצותי‬ šāmōr tišmərū eθ-misˤwōθay «Неукоснительно соблюдайте Мои заповеди», букв. «соблюдением соблюдайте»); в значении русского деепричастия или наречия (הלוך וחזור‬ hālōx wəħāzōr «туда и обратно», букв. «хождением и возвращением»); иногда — в значении императива (שמור את-כל-המצוה‬ šāmōr eθ-kol-hamisˤwā «соблюдайте каждую заповедь») или другой глагольной формы (как однородный член наряду с другим глаголом в этой форме, напр. את-כל-זה ראיתי ונתון את-לבי לכל-מעשה‬ eθ-kol-ze rāʔīθī wənāθōn eθ-libbī lə-xol-maʕăse «всё это я видел и обратил своё внимание (букв. сердце) на всё, что делается»). В современном языке сфера использования абсолютного инфинитива сужается.
Склоняемый инфинитив имеет сопряжённую форму и формы со слитными местоимениями, но не принимает артикль и не меняется по родам и числам. Он обозначает простое имя действия, может сочетаться с предлогами. Форма склоняемого инфинитива с предлогом ל‬ более соответствует русской неопределённой форме глагола и в некоторых источниках считается исходной.
| Порода   | Абсолютный инфинитив          | Склоняемый инфинитив |
| -------- | ----------------------------- | -------------------- |
| paʕal    | קַטוׁל‬ qatˤōl                   | קְטֹל‬ qtˤōl            |
| pīʕēl    | קַטֵּל, קַטֹּל‬ qattˤēl, qattˤōl     | קַטֵּל‬ qattˤēl          |
| hifʕīl   | הַקְטֵל‬ haqtˤēl                  | הַקְטִיל‬ haqtˤīl        |
| hiθpaʕēl | הִתְקַטֹּל‬ hiθqattˤōl              | הִתְקַטֵּל‬ hiθqattˤēl     |
| hufʕal   | הֻקְטֵל‬ huqtˤēl                  | הֻקְטַל‬ huqtˤal         |
| puʕal    | קֻטֹּל‬ quttˤōl                   | —                    |
| nifʕal   | הִקָּטֹל, נִקְטֹל‬ hiqqātˤōl, niqtˤōl | הִקָּטֵל‬ hiqqātˤēl       |

## Служебные части речи

### Определённый артикль
Артикль ה‬ используется для конкретизации (при обозначении известных вещей, понятий) или для обобщения (указания на общее свойство каждого представителя рода, класса вещей).
Основная огласовка артикля — патах (a). Он добавляет дагеш в следующую букву.
Так как гортанные не принимают дагеш, перед ними артикль огласовывается особым образом:
1. Если гортанная огласована безударным камацем, то артикль огласовывается: камацем (ā) перед алефом и решем, сеголем (е) перед аином, хе и хетом.
2. Если гортанная огласована ударным камацем или хатаф-камацем, то артикль огласовывается сеголем (е) перед хетом и камацем (ā) перед остальными. Хатаф-камац не бывает под решем.
3. В остальных случаях: перед хетом и хе — патах (а); перед алефом, аином и решем — камац (ā).

| Огласовка при букве      | Буква | Буква | Буква | Буква | Буква |
| Огласовка при букве      | ר‬     | ע‬     | ח‬     | ה‬     | א‬     |
| ------------------------ | ----- | ----- | ----- | ----- | ----- |
| Ударный камац            | הָ‬     | הֶ‬     | הֶ‬     | הֶ‬     | הָ‬     |
| Безударный и хатаф камац | הָ‬     | הָ‬     | הֶ‬     | הָ‬     | הָ‬     |
| Другое                   | הָ‬     | הָ‬     | הַ‬     | הַ‬     | הָ‬     |

### Слитные предлоги
К слитным предлогам в иврите относятся ב‬ b- «в (внутри, во время); с помощью (обозначает средство или способ действия)», כ‬ k- «как, подобно» и ל‬ l- «к (по направлению, ко времени); для, ради; у (обозначает принадлежность)».
В общем случае эти предлоги огласуются шва (ə), но перед другой буквой со шва огласовка предлога меняется на хирик (i). Если слово начинается на יְ‬ (yə-, йуд со шва), то огласовка предлога сливается с ним в сочетание типа בִּי‬ bī-. если первая буква слова огласована хатафом, слитный предлог получает малую огласовку, соответствующую этому хатафу.
Слитные предлоги могут сливаться с артиклем, тогда его огласовка переходит к предлогу, а h выпадает.
Отдельно стоит слитный предлог מ‬ m- «из, от; из-за, по причине». Обычно он огласуется хириком (i), а буква после него принимает дагеш. Когда это невозможно (у гортанных с реш), огласовка меняется на цере (ē). Сочетание «предлог мем+йуд со шва» может как превращаться в מִי‬ mī-, так и оставаться מִיְּ‬ miyyə-.

### Союзы
Союз ו‬ соответствует либо русскому соединительному «и», либо противительному «а».
Основная огласовка ו‬ — шва. Перед губными буквами ו, ב, מ, פ‬ и буквами со шва союз огласуется как וּ‬ ū. Перед буквой с хатафом союз принимает соответствующую ему малую огласовку. Сочетание וְיְ‬ переходит в וִי‬ wī-.
Союз שֶ‬ «что, чтобы, который» всегда огласуется сеголем и добавляет сильный дагеш в следующую букву, когда это возможно.

### Перевёртывающий вав
В древнем иврите «перевёртывающий вав» перед формой перфекта менял её значение на значение имперфекта и наоборот.
Перед формами перфекта «перевёртывающий вав» огласуется почти так же, как и союз ו‬. Перед имперфектом он огласуется патахом (a), добавляя дагеш следующей букве, но перед алефом «а» удлиняется в «ā».

### Вопросительная частица
Частица הֲ‬ примерно соответствует русским «ли, разве». Она ставится в начале предложения и пишется слитно с первым его словом. В разговорном иврите вместо этой частицы используется сочетание её со словом «если»: הַאִם‬.
Основная огласовка вопросительной частицы — хатаф-патах. Перед гортанными (не реш), буквами со шва и хатафами огласовка меняется на простой патах.